# سپاهی‌لر
سپاهی‌لر (به ترکی استانبولی: Sipahiler) یک منطقهٔ مسکونی در ترکیه است که در Sarıyahşi واقع شده‌است.